# 항일의병운동
| 의병운동 | 년도 | 주축세력               |
| -------- | ---- | ---------------------- |
| 을미의병 | 1895 | 유인석, 이소응         |
| 을사의병 | 1905 | 최익현, 민종식, 신돌석 |
| 정미의병 | 1907 | 이인영                 |
| 제주의병 | 1909 | 고승천                 |

항일의병운동(抗日義兵運動) 또는 항일의병(抗日義兵)은 일본 제국에 항거하는 의병 운동이다. 동학농민운동에서 시작하여 일본의 국권 침탈에 반대하여 을사의병(乙巳義兵), 정미의병(丁未義兵)으로 이어졌고 경술국치(庚戌國恥, 1910년 8월 29일) 이후 항일무장독립운동 세력의 근간이 되었다.

## 을미의병
동학농민운동의 세력을 기반으로 하여 1895년 처음으로 의병이 일어났다(을미의병). 을미의병(乙未義兵)은 명성황후가 일본의 낭인들에게 시해 당한 것(을미사변)과 단발령 시행에 항거하여 충청도 유성에서 문석봉의 유성의병에 의해 발생하였다. 이때의 의병들을 거느린 의병장은 유인석과 이소응이 대표적이며 이들은 유학자를 중심으로 일반 농민들까지 그 구성이 다양하였다. 지방의 도시를 공략하여 친일 관리와 일본인을 처단하였다. 고종의 해산 권고 조칙으로 자진해산하였다.

## 을사의병
이후 1905년에 일본의 강압에 의한 을사늑약(乙巳條約)에 대해  최익현, 민종식, 신돌석 등이 주축이 되어 을사의병이 일어났다. 을사의병(乙巳義兵)은 평민 출신의 의병장인 신돌석과 그동안 참여하지 못한 유생과 지사들이 대거 가담한 의병이었으나, 신무기로 무장한 일본군에게 패해 끝내 실패하고 말았다.

## 정미의병
1907년 의병이 일어나는데 이를 정미의병이라 한다. 정미의병(丁未義兵)은 일제에 의한 고종의 강제 퇴위와 대한제국 군대의 해산령에 반발하여 일어났다. 정미의병은 해산 군인들이 합세하여 일어났으므로, 그 파급력이 거대했다.
또한 이인영은 13도의 의병을 통합해 서울 진공 작전을 계획하고 각 대사관에 국제 교전 단체로 인정해줄것을 요구하기도 했다. 그러나 서울 진공 작전은 이인영의 부친상 때문에 해산하였다. 이후 경술국치(1910년)까지 의병이 지속되었으나, 남한 대토벌 작전으로 만주지방 등지로 그 활동무대를 옮겨 항일무장독립운동으로 이어지게 된다.

## 같이 보기
- 한국의 독립운동